# Verwaltungsgemeinschaft Zeitzer Land
La comunità amministrativa Zeitzer Land (Verwaltungsgemeinschaft Zeitzer Land) si trovava nel circondario Burgenlandkreis nella Sassonia-Anhalt, in Germania. È stata soppressa il 1º gennaio 2010.

## Suddivisione
Comprendeva 1 città e 2 comuni:
- Luckenau
- Theißen
- Zeitz (città)

Capoluogo e centro maggiore era Zeitz.